# 마노엘 드 올리베이라
마노엘 드 올리베이라(Manoel de Oliveira, 1908년 12월 11일 ~ 2015년 4월 2일)는 포르투갈의 영화 감독이다.

## 작품 활동

### 장편 영화
- 1942년 《아니키 보보》
- 1963년 《봄의 제전》
- 1972년 《과거와 현재》
- 1974년 《베닐드 혹은 성모》
- 1979년 《불운의 사랑》
- 1981년 《프란시스카》
- 1985년 《비단 구두》
- 1986년 《나의 경우》
- 1988년 《카니바이슈》
- 1990년 《헛된 영광》
- 1991년 《신곡》
- 1992년 《절망의 날》
- 1993년 《아브라함의 계곡》
- 1994년 《A Caixa》
- 1995년 《수도원》
- 1996년 《파티》
- 1997년 《세계의 시초로의 여행》
- 1998년 《불안》
- 1999년 《편지》
- 2000년 《Palavra e Utopia》
- 2001년 《나의 어린 시절 뽀르또》
- 2001년 《나는 집으로 간다》
- 2002년 《불확실성의 원리》
- 2003년 《토킹 픽처》
- 2004년 《제5제국》
- 2005년 《마법의 거울》
- 2006년 《세브린느, 38년 후》
- 2007년 《크리스토퍼 콜롬버스 – 이니그마》
- 2009년 《금발 소녀의 기벽》
- 2010년 《안젤리카의 이상한 사건》
- 2012년 《A Igreja do Diabo》
- 2012년 《게보 앤 더 섀도우》

### 중·단편 영화 및 다큐멘터리
- 1931년 《Douro, Faina Fluvial》
- 1932년 《Hulha Branca》
- 1932년 《Estátuas de Lisboa》
- 1937년 《Os Últimos Temporais: Cheias do Tejo》
- 1938년 《Miramar, Praia das Rosas》
- 1938년 《Já se Fabricam Automóveis em Portugal》
- 1941년 《Famalicão》
- 1956년 《O Pintor e a Cidade》
- 1958년 《O Coração》
- 1959년 《O Pão》
- 1963년 《A Caça》
- 1964년 《Villa Verdinho: Uma Aldeia Transmontana》
- 1965년 《As Pinturas do meu irmão Júlio》
- 1982년 《방문 혹은 기억과 고백》
- 1983년 《Lisboa Cultural》
- 1983년 《Nice – À propos de Jean Vigo》
- 1985년 《Simpósio Internacional de Escultura em Pedra》
- 1986년 《Mon Cas》
- 1987년 《A Propósito da Bandeira Nacional》
- 2002년 《Momento》
- 2005년 《프럼 비져블 투 인비져블》
- 2006년 《거짓말같은 일이라고 해서 일어나지 말란 법은 없다》
- 2007년 영화 《그들 각자의 영화관》의 〈Rencontre unique〉
- 2010년 《상 비셍트 드 포라의 패널화》
- 2011년 영화 《Mundo Invisível》의 〈Do Visível ao Invisível〉
- 2011년 영화 《센트로 히스토리코》의 〈O Conquistador conquistado〉
- 2014년 《벨렝의 늙은 남자》
- 2015년 《힘의 한 세기》